# Sławomir Berdychowski
Sławomir Berdychowski, ps. „Czarny” (ur. 7 sierpnia 1968 w Iwaniskach, zm. 9 lutego 2016 w Wesołej) – polski pułkownik, żołnierz Wojsk Specjalnych, oficer Jednostki Wojskowej GROM (JW 2305) (1991–2010), formujący i pierwszy dowódca Jednostki Wojskowej AGAT (2011–2014), od 1 lipca 2015 szef oddziału w Inspektoracie Wojsk Specjalnych w DG RSZ.

## Życiorys

### Dzieciństwo i młodość
Sławomir Berdychowski syn Jana i Wandy z domu Wiatrowska urodził się 7 sierpnia 1968 w Iwaniskach (woj. świętokrzyskie). Pochodził z Zielonki (przysiółek wsi Wzory) w gminie Iwaniska w powiecie opatowskim. Miał dwoje rodzeństwa – siostrę i młodszego brata. Rodzina utrzymywała się z pracy na roli. W 1975 r. rozpoczął naukę w szkole podstawowej w Iwaniskach. Już w dzieciństwie interesował się sportem, szczególnie biegami, biorąc udział w zawodach szkolnych na różnych szczeblach, w tym wojewódzkich. W 1983 r. podjął naukę w Liceum Ogólnokształcącym im. Brunona Jasieńskiego w Klimontowie (od 2011 r. Liceum Ogólnokształcące im. św. Urszuli Ledóchowskiej), które ukończył w 1987 r.

### Wykształcenie
Absolwent Wyższej Szkoły Oficerskiej Wojsk Zmechanizowanych we Wrocławiu (1991), studia magisterskie na kierunku historia wojskowości na Akademii Obrony Narodowej, studia podyplomowe na kierunku Bezpieczeństwo Narodowe (2004), podyplomowe Studia Polityki Obronnej na Akademii Obrony Narodowej (2014–2015). Absolwent USA JFK Special Warfare Training Center and School w Ford Bragg w Karolinie Północnej (USA), gdzie w okresie od stycznia do sierpnia 2002 r. ukończył Kurs Oficerski Sił Specjalnych Armii USA (tzw. kurs „zielonych beretów”) oraz kurs działań w dżungli (Jungle Patrolling Course) organizowany przez Armię Brytyjską w dżungli tropikalnej w Belize (Ameryka Środkowa) (2006). Kurs dowodzenia operacjami specjalnymi (Combined Joint Forces Special Operations Component Command Course) na Uniwersytecie Połączonych Operacji Specjalnych (Joint Special Operations University) w USA.

### Przebieg służby wojskowej
Studia wojskowe rozpoczął we wrześniu 1987 r. jako podchorąży Wyższej Szkoły Oficerskiej Wojsk Zmechanizowanych we Wrocławiu na kierunku rozpoznawczym. W 1991 r. został promowany na pierwszy stopień oficerski – podporucznika. Służbę zawodową rozpoczął w październiku 1991 i po przejściu selekcji objął stanowisko w Jednostce Wojskowej GROM (Jednostka Wojskowa 2305), po czym po ukończeniu Taktycznego Kursu Jednostek Przeciwterrorystycznych (1991–1992) prowadzonego przez specjalistów z USA został operatorem sekcji szturmowej tej formacji. Z JW 2305 związany był w latach 1991–2010, pełniąc między innymi funkcje żołnierza operatora, dowódcy sekcji bojowej oraz szefa Wydziału Szkolenia Bojowego i Wydz. Szkolenia Specjalistycznego, a także dowódcy Zespołu Bojowego w Warszawie i Gdańsku. Był również instruktorem i kierownikiem selekcji do warszawskiego oddziału oraz instruktorem i komendantem Kursu Operatorów Zespołów Bojowych Jednostki Wojskowej 2305. W okresie 2008–2009 w stopniu podpułkownika był dowódcą IV zmiany Zgrupowania Sił Specjalnych PKW Afganistan w ramach Operacji Afgańskiej SZ RP, prowadzącego działania w składzie Międzynarodowych Siły Wsparcia Bezpieczeństwa podczas konfliktu zbrojnego w Afganistanie. 7 czerwca 2010 r. został awansowany na stopień wojskowy pułkownika i objął funkcję szefa Oddziału Planowania i Koordynacji Szkolenia w Dowództwie Wojsk Specjalnych w Krakowie.

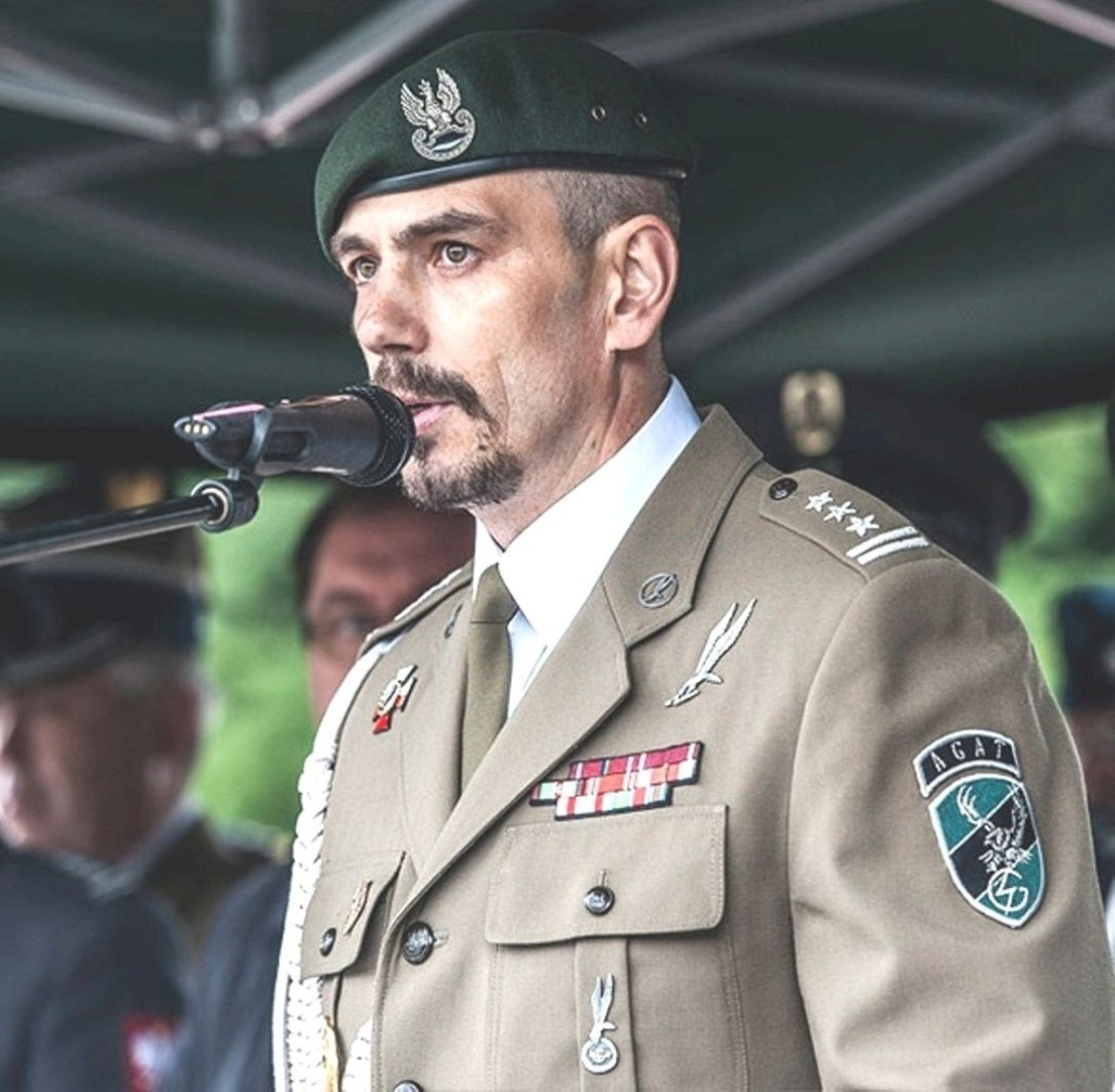
płk Sławomir Berdychowski

16 maja 2011 r. został powołany na stanowisko dowódcy z rozkazem sformowania Jednostki Wojskowej AGAT. 6 lipca 2011 r. w Gliwicach podczas uroczystości z okazji rozformowania OSŻW oraz utworzenia Jednostki Wojskowej „Agat” w obecności m.in. ministra obrony narodowej Bogdana Klicha, szefa SG WP generała Mieczysław Cieniucha, komendanta głównego ŻW gen. bryg. Mirosława Rozmusa oraz dowódcy Wojsk Specjalnych gen. bryg. Piotra Patalonga, przyjął obowiązki dowódcy Jednostki Wojskowej „Agat”. W dniach 12–17 września 2011 r. jako kierownik i instruktor poprowadził pierwszą selekcję do JW „Agat”, którą ukończyło 9 żołnierzy Jednostki z 10 uczestniczących. 5 lipca 2012 r. w Gliwicach podczas uroczystego apelu z okazji pierwszego święta jednostki jego Jednostka Wojskowa „Agat” otrzymała sztandar nadany przez prezydenta RP Bronisława Komorowskiego, a ufundowany przez społeczeństwo Gliwic. Sztandar pułkownikowi wręczył szef Biura Bezpieczeństwa Narodowego minister Stanisław Koziej. 2 maja 2013 r. z okazji Dnia Flagi Rzeczypospolitej Polskiej na placu Zamkowym prezydent RP Bronisław Komorowski wręczył mu flagę państwową jako dowódcy wyróżnionej JW „Agat”.

8 września 2014 r. został skierowany na podyplomowe Studia Polityki Obronnej na Akademii Obrony Narodowej. 13 października 2014 r. w obecności inspektora Wojsk Specjalnych gen. dyw. Piotra Patalonga, gen. dyw. w st. spocz. Romana Polko, prezydenta Gliwic Zygmunta Frankiewicza oraz dowódców jednostek specjalnych, przekazując dowodzenie Jednostką Wojskową „Agat” dla płka Sławomira Drumowicza powiedział: 

Jest mi niezwykle trudno, żegnać się z Jednostką Agat. Miałem wielką przyjemność, wielki zaszczyt i wielki honor formować, tworzyć, wpływać na jej charakter i budować jej zdolności. Cząstka mojego serca na zawsze pozostanie w tych koszarach. Bo włożyłem całe swoje serce, całą swoją wiedzę, mądrości i kontakty, żeby tu w Gliwicach powstała jednostka szturmowa z prawdziwego zdarzenia, o niepowtarzalnym charakterze i unikalnych zdolnościach. Dziękuję Wam za Waszą dotychczasową służbę.

Po ukończeniu z wyróżnieniem studiów podyplomowych w czerwcu 2015 na Akademii Obrony Narodowej (studia podyplomowe tzw. kurs generalski ukończył w trybie stacjonarnym), 1 lipca 2015 r. objął stanowisko szefa oddziału w Inspektoracie Wojsk Specjalnych Dowództwa Generalnego Rodzajów Sił Zbrojnych (DGRSZ) z dowódcą gen. broni Mirosławem Różańskim i z bezpośrednim przełożonym gen. dyw. Piotrem Patalongiem.
W 2016 r. był w dyspozycji kadrowej Inspektoratu Wojsk Specjalnych.

### Śmierć pułkownika
We wtorek 9 lutego 2016 r. w wieku 48 lat zmarł nagle w kompleksie leśnym w warszawskiej dzielnicy Wesoła.
Ciało pułkownika zostało znalezione w środę 10 lutego 2016 r. w lesie w pobliżu jego warszawskiego domu, miał ranę postrzałową głowy. Obok leżał prywatny pistolet zmarłego. Zanim znaleziono zwłoki, rodzina zawiadomiła policję o zaginięciu pułkownika.

### Pochówek
W środę 17 lutego 2016 r. odbyła się msza św. w jego intencji w kościele pw. bł. Brata Alberta w Wesołej, następnie miała miejsce uroczystość pogrzebowa na cmentarzu w Warszawie-Rembertowie z ceremoniałem wojskowym. Wojskową asystę honorową wraz z delegacją podczas uroczystości pogrzebowych wystawiła Jednostka Wojskowa AGAT. W jego ostatniej drodze towarzyszyli mu oprócz rodziny koledzy ze wszystkich jednostek Wojsk Specjalnych i ich dowódcy, szef Inspektoratu Wojsk Specjalnych w Dowództwie Generalnym RSZ gen. dyw. Piotr Patalong. Podczas pożegnania skierowanego do rodziny przez dowódcę JWA płka dr. inż. Sławomira Drumowicza w asyście zastępcy dowódcy ppłka Zbigniewa Cerekwickiego, wręczono żonie orła „Agatu”. 17 lutego 2016 uczczono także jego pamięć mszą św. w kościele garnizonowym w Gliwicach.

## Awanse[14][30][36]
- podporucznik – 1991
- porucznik – 1994
- kapitan – 1998
- major – 2002
- podpułkownik – 2007
- pułkownik – 2010

## Ordery, odznaczenia i wyróżnienia
W 29 letniej służbie wojskowej był odznaczany i wyróżniany:

- Krzyż Zasługi za Dzielność – 1998[f][38]
- Brązowy Krzyż Zasługi – 1995[8]
- Gwiazda Afganistanu
- Złoty Medal „Za Zasługi dla Obronności Kraju”
- Srebrny Medal „Za Zasługi dla Obronności Kraju”
- Brązowy Medal „Za Zasługi dla Obronności Kraju”
- Brązowy Medal „Siły Zbrojne w Służbie Ojczyzny”
- Odznaka Honorowa Wojsk Specjalnych
- Złota Odznaka JW GROM
- Odznaka pamiątkowa JW AGAT – 2011 (ex officio)
- Złota Wojskowa Odznaka Strzelecka
- Kordzik Honorowy Sił Zbrojnych Rzeczypospolitej Polskiej
- Medal XXX-lecia Związku Żołnierzy Wojska Polskiego
- Medal ONZ za misję UNPROFOR
- Odznaka absolwenta John F. Kennedy Special Warfare Center and School(inne języki) – Stany Zjednoczone Ameryki
- posiadacz prestiżowego amerykańskiego „noża zielonych beretów” – „Yarborough” o numerze 1007[3][23]
- honorowy członek the 1st Special Forces Regiment Sił Specjalnych Armii USA[3][23]

i inne

## Życie prywatne
Był żonaty z Martą Berdychowską, z którą miał syna Adriana. Ostatnio mieszkał w Warszawie w dzielnicy Wesoła. Znał dobrze angielski. Interesował się wojskiem, historią i sportem. Był smakoszem kawy.

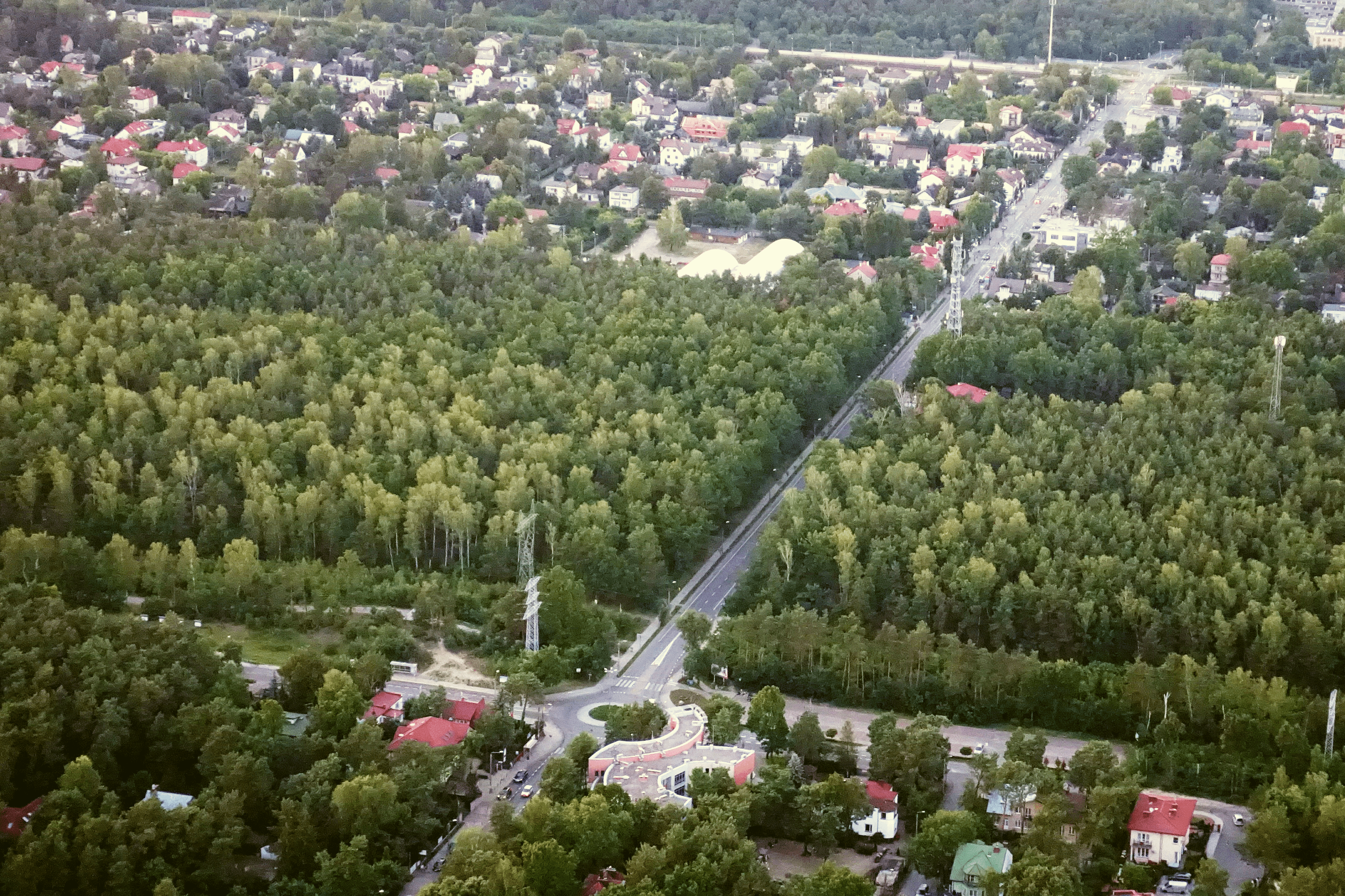
Mieszkał i zmarł w dzielnicy Wesoła

Jeden z najbliższych przyjaciół generała Sławomira Petelickiego.

## Śledztwo
Śledczy na początku rozpatrywali wiele wątków, choć założyli, że nie było żadnych przesłanek, by twierdzić, że to nie było samobójstwo. Postępowanie wstępnie wszczęto z artykułu w zakresie mobbingu w armii. Prokuratura badała czy zgon mógł mieć związek ze służbą wojskową. Podczas sekcji zwłok pobrano między innymi cząstki GSR, czyli pozostałości po wystrzale z broni palnej, potwierdzono postrzał głowy – ranę wlotową i wylotową; nie ujawniono innych obrażeń ciała. Śledczy ostatecznie jako główną hipotezę jego śmierci przyjęli samobójstwo, gdzie głównym motywem mogły być problemy zdrowotne, sekcja zwłok wykluczała udział osób trzecich.

## Upamiętnienie
Oddając cześć i pamięć pierwszemu dowódcy Jednostki Wojskowej AGAT, od 2017 r. organizowany jest bieg po bieszczadzkich szlakach przez mjra rez. Wojciecha „Zachar” Zacharkówa pod nazwą „Maraton-Selekcja. Memoriał im. płk. Sławomira Berdychowskiego”.
W rocznicę jego śmierci Jednostka Wojskowa AGAT z Gliwic wystawia delegację przy jego grobie na cmentarzu w Rembertowie.

### Wspomnienia o pułkowniku
Była radna sejmiku województwa świętokrzyskiego Ewelina Bień, znana działaczka samorządowa i społeczna pochodząca z gminy Iwaniska, była właścicielka wioski indiańskiej w Zielonce, znanego ośrodka rekreacyjnego – jako mieszkanka Zielonki wspomina:
Pogodny, konkretny i uśmiechnięty człowiek. Wszyscy bardzo go lubili. We wsi mieszka nadal jego mama, wielu znajomych z dzieciństwa i lat szkolnych. Sławomir Berdychowski Liceum Ogólnokształcące kończył w Klimontowie. Potem wyjechał do Warszawy i tam zrobił karierę w służbach specjalnych. Był jednym z najbliższych przyjaciół słynnego generała Sławomira Petelickiego.
Były prezes Fundacji Byłych Żołnierzy GROM, były oficer GROMu, uczestnik wielu misji na świecie ppłk Krzysztof Przepiórka – tak wspomina płka Berdychowskiego:
Był jednym z pierwszych żołnierzy, którzy przeszli selekcję i dostał się do GROM-u. Razem byliśmy w I oddziale szturmowym. Kiedy dostałem zadanie tworzyć II oddział, pomagał mi. Pierwszy oddział GROM-u szkolili Amerykanie, mój miał być pierwszy, którzy szkolili Polacy. Sławek piął się po szczeblach. Był bardzo sprawny, świetny żołnierz, świetny dowódca, super wyszkolony, znał dobrze angielski. Rozwojowy, można mu było powierzyć ważne funkcje. Dbał o siebie, inwestował w swoją fizyczność, dążył do tego, żeby być jak najlepiej wyszkolonym. Wymagał wiele, ale jako dowódcy zależało mu na tym, żeby potrafić zrobić więcej, niż jego żołnierze. Jednostka specjalna Agat to było jego dziecko.
Były dowódca Jednostki Wojskowej Grom gen. dyw. Roman Polko wspomina:
To był jeden z najbardziej z utalentowanych polskich żołnierzy. Na palcach jednej ręki mogę policzyć ludzi takich jak on. Bardzo uczciwy i pryncypialny człowiek. Był świetnym i wymagającym metodologiem. Dzięki temu potrafił świetnie wyszkolić swoich podopiecznych. Kariera stała przed nim otworem. Jeśli popełnił samobójstwo, to była to zimna kalkulacja, że nie ma już innego wyjścia.
Mjr rez. Wojciech „Zachar” Zacharków, od pięciu lat jako emerytowany specjals wspomina swojego dowódcę:
Na czele formacji stanął wieloletni oficer jednostki GROM płk Sławomir Berdychowski „Czarny”. Wtedy wszystko się zmieniło, a w żołnierzy wstąpiła nowa energia. Mieliśmy pewność, że jesteśmy w dobrych rękach. Berdychowski urzeczywistnił wszystkie moje wyobrażenia o wojskach specjalnych. Dowódca był opanowany, kulturalny, nigdy nie podnosił głosu. Nie lubił piwa, alkohol go nie kręcił, był smakoszem kawy. Zawsze nonszalancki, szarmancki, uśmiechnięty, o każdej porze odbierał telefon, zawsze pomocny dla innych. Miał mocny kręgosłup moralno-polityczny. On się w politykę nie bawił. Dla niego najważniejsze było dobro jednostki. Nie miał tendencji do gwiazdorstwa. Szybko stał się dla nas wzorem. Wszystkie zadania wykonywaliśmy najlepiej jak potrafiliśmy, bo nie chcieliśmy go rozczarować. Warunkiem służby w Agacie było zdanie selekcji. Byłem dobrze przygotowany i niczego się nie obawiałem. Ale ponieważ była to pierwsza selekcja do tej jednostki, myśleliśmy, że Berdychowski da nam fory, bo przecież nie wyrzuci z selekcji kadry jednostki. Myliliśmy się. Dowódca narzucił ostre tempo i nie popuścił nikomu. Jedna osoba sprawdzianu nie przeszła. W lutym 2016 nadeszła wiadomość o tragicznej śmierci pierwszego dowódcy JW Agat. To był cios. Odszedł człowiek, który w nas uwierzył i z regularnych pododdziałów stworzył komandosów. Przygotowywał mnie do prowadzenia ekstremalnego sprawdzianu w górach, przekazywał wartości, którymi się kierował i wpoił zasady obowiązujące w wojskach specjalnych. Czułem wewnętrzną potrzebę, by pamięć o płk. Berdychowskim trwała.
Mjr Zacharków, kiedy pułkownik opuścił JWA, dziękując za wspólną służbę, prowadząc rekonesans do kolejnej selekcji, wysłał byłemu dowódcy list z Bieszczadów z pozdrowieniami od kadry zabezpieczającej selekcję. W odpowiedzi otrzymał:
„Zachar, Dziękuję za zdjęcia. Faktycznie dużo się zmieniło. W okolicach Rabe przechodziłem swoją własną selekcję w 1991 r. Tam też odbywały się pierwsze selekcje do Gromu. Dlatego też w tamtej okolicy zrobiłem pierwszą selekcję dla Was. Taki mały symbol. Nawiązanie do przeszłości, do początków polskich selekcji i wojsk specjalnych, ale też i osobisty sentyment do tamtego miejsca. Fajnie było połazić po tych samych trasach dokładnie 20 lat później w roli dowódcy jednostki. (…) „Nie poddawaj się. Idź własną drogą.” Powodzenia, S. Berdychowski”.
Dziennikarka Edyta Żemła jako redaktorka „Rzeczpospolitej”, obecnie dziennikarka Onetu uczestniczyła w 2011 r. w pierwszej selekcji w Bieszczadach:
To były oficer jednostki specjalnej GROM. Własny sprawdzian pod okiem instruktorów z amerykańskich sił specjalnych w 1991 r. także zaliczył w Bieszczadach. W GROM był m.in. kierownikiem selekcji i dowódcą zespołu bojowego. Byłam jedyną dziennikarką, która mogła uczestniczyć w selekcji prowadzonej przez płk. Berdychowskiego. Podczas pierwszej selekcji usłyszałam powiedzenia pułkownika: kto nie maszeruje, ten ginie; potrzebuję wilków, a nie owiec; mówił podczas selekcji do uczestników nie „naprzód”, tylko „za mną”. Wiele odcinków selekcji „Czarny” przechodził razem z żołnierzami. Dawał im przykład. Na jednej z tras zarządził ćwiczenie: niesienie rannego. Wyznaczył pary. „Czarny” sam zarzucił na plecy najcięższego z grupy i z „rannym” oraz z ciężkim plecakiem pierwszy wkroczył do bazy.
Zastępca dowódcy Jednostki Wojskowej „Agat” ppłk Zbigniew Cerekwicki (szef Oddziału Wychowania Dowództwa Komponentu Wojsk Specjalnych w 2019) podczas drugiego memoriału w październiku 2018 r. powiedział:
Dla mnie Berdychowski to był taki dowódca, za którym idzie się w ogień. Zdecydowany, pewny swoich wizji, charyzmatyczny. Przy tym niezwykle kulturalny. W środowisku wojsk specjalnych to legenda, o której wiedzą wszyscy. Na tym memoriale nie mogłoby nas tu zabraknąć.
Żona pułkownika Marta Berdychowska, przyjeżdżając z synem Adrianem z Wesołej w Bieszczady, tak wspominała wraz z synem zorganizowanie memoriału na cześć jej męża:
Kiedy „Zachar” powiedział mi o swoim pomyśle, byłam poruszona. To naprawdę ogromnie wzruszające, że w ten niezwykły sposób chciał uczcić pamięć mojego męża. „Zachar” ma w sobie cudowny pierwiastek szaleństwa (...) To niesamowite, że tylu ludzi chciało tu przyjechać, męczyć się, żeby wziąć udział w tym maratonie pamięci o moim ojcu. Fajnie widzieć, że ojciec miał takich żołnierzy, którzy darzyli go szacunkiem (...) Wzrusza mnie niezmiernie to, że z roku na rok coraz więcej ludzi dla Sławka przyjeżdża w Bieszczady.

## Garnizony w przebiegu służby
W 29 letniej służbie wojskowej był w następujących garnizonach:
1. Wrocław (1987–1991) → Warszawa (doraźnie Gdańsk) (1991–2010) ↘
2. Haiti (1994) ↘
3. Wschodnia Slawonia (1995–1996) ↘
4. Fort Bragg Karolina Północna (USA) (2002) ↘
5. Belize (Ameryka Środkowa) (2006) ↘
6. PKW Afganistan (2008–2009) ↘
7. Kraków (2010–2011) → Gliwice (2011–2014) ↘
8. Warszawa-Rembertów (2014–2015) ↘
9. Warszawa (2015–2016) †